# بابلو لونجويرا
بابلو لونجويرا (من مواليد 12 أغسطس 1958) هو سياسي تشيلي يميني ومهندس مدني صناعي شغل منصب وزير الاقتصاد والتنمية والسياحة في تشيلي من 2011 إلى 2013. وكان عضوًا مؤسسًا في الاتحاد الديمقراطي المستقل. بالقرب من خايمي جوزمان. خلال ثمانينيات القرن الماضي اكتسب سمعة باعتباره سياسيًا على الأرض كان يساعد سكان الأكواخ العشوائية. عمل لونجويرا كعضو في مجلس الشيوخ قبل أن يعينه الرئيس سباستيان بينيرا للعمل في مجلس الوزراء. كان سابقًا نائباً من عام 1990 حتى عام 2006. بعد تقاعده من السياسة منذ أن أجهض ترشيحه للرئاسة في عام 2013 في عام 2020، أعلن لونجويرا عودته إلى السياسة. وقد تميزت عودته بالفشل في العطاءات لرئاسة الاتحاد الديمقراطي والمؤتمر الدستوري والنهاية الطوعية لعضويته في الاتحاد الديمقراطي.
فيما يتعلق بعمله الوزاري خلال إدارة بينيرا الأولى، يواجه لونجويرا تهمًا بالفساد، بما في ذلك الرشوة والتهرب الضريبي.

## السيرة الشخصية
بدأ لونجويرا حياته السياسية في عام 1981 عندما عينه الدكتاتور أوغستو بينوشيه رئيسًا لـ فيسيش ، وهي منظمة تهدف إلى استبدال اتحاد الطلاب الأصلي في جامعة تشيلي الذي كان مناهضًا بشدة لبينوشيه. خطابه الأول في اتحاد طلاب جامعة تشيلي كتبه معلمه خايمي جوزمان. في عام 1986 قاد احتجاجًا عنيفًا ضد زيارة السناتور الأمريكي تيد كينيدي إلى تشيلي.
داخل الاتحاد الديمقراطي قاد المعسكر الاجتماعي المحافظ الذي تعايش مع فصيل جوفينو نوفاو الليبرالي المحافظ. تميز الفصيل الذي يقوده لونجويرا بعمله السياسي في القطاعات الفقيرة.
في 30 مارس 2007 أطلق ترشيحه للرئاسة في الانتخابات الرئاسية لعام 2009، لكنه ألغى محاولته في 3 مايو.
في 29 أبريل 2013 تم ترشيح لونجويرا من قبل الاتحاد الديمقراطي كمرشحها للانتخابات الرئاسية 2013، ليحل محل لازرانس غولبورن. في 30 يونيو 2013 فاز لونجويرا في الانتخابات التمهيدية للتحالف اليميني أليانزا بور تشيلي بنسبة 51.37٪ من الأصوات ضد مرشح التجديد الوطني أندريس ألاماند، ليصبح المرشح الوحيد للائتلاف للانتخابات الرئاسية لعام 2013. في 17 يوليو 2013 سحب لونجويرا ترشيحه فجأة، متذرعًا بمشاكل صحية شخصية كسبب.
فيما يتعلق بعمله الوزاري خلال إدارة بينيرا الأولى، واجه لونجويرا تهمًا بالفساد، بما في ذلك الرشوة والتهرب الضريبي. تتعلق القضية بمساحة إس كيو إم المليئة بالفضيحة. اشتكى لونجويرا نفسه من الطول غير العادي للقضية، ويبدو أنه حُكم عليه فعليًا مسبقًا.
إلى جانب قضية هذه القضية، تورط لونجويرا أيضًا في قضية فساد منفصلة تتعلق بقانون الصيد على الرغم من أنه لا يواجه تهمًا هناك. قانون الصيد الذي رعاه لونجويرا، يشتبه في أنه تمت الموافقة عليه في الكونجرس بمساعدة الرشوة. شهد لونجويرا لصالح نائب الاتحاد الديمقراطي السابق خايمي أوربيس، الذي يواجه مثله تمامًا اتهامات بالرشوة.
بعد سبع سنوات من تقاعده من السياسة في عام 2020، أعلن لونجويرا عن عودته إلى السياسة وعزمه على الترشح لرئاسة الاتحاد الديمقراطي. في 6 يناير 2021 تخلى لونجويرا عن عضويته مدى الحياة في حزبه، بهدف الترشح كمستقل في انتخابات المؤتمر الدستوري. لكن لونجويرا فشل في الحصول على دعم من رئيس الحزب لتسجيل ترشيحه. يستخدم لونجويرا مناورة سياسية من جانب قيادة الحزب. ووفقًا لما ذكره الناقد فيكتور مونيوز، فإن التخلي عن لونجويرا يعكس تراجع قيادة مؤسسي الاتحاد الديمقراطي.
وهو متزوج من سيسيليا برينكمان إستيفيز ولديه سبعة أطفال. لونجويرا روماني كاثوليكي.